# Till There Was You
«Till There Was You» es una canción escrita por Meredith Willson para su musical de 1957  The Music Man, y que también apareció en la versión cinematográfica de 1962. La canción es interpretada por la bibliotecaria Marian Paroo (Barbara Cook en Broadway, Shirley Jones en la película) al profesor Harold Hill (interpretado por Robert Preston) hacia el final de la segunda escena. 
En 1959, Anita Bryant grabó un sencillo que alcanzó el n.º 30 en el Billboard Hot 100; en 1962, la versión instrumental de Valjean fue también muy popular.

## Versión de The Beatles
La versión de The Beatles se incluyó en los álbumes de With the Beatles (en el Reino Unido, 1963) y Meet the Beatles! (en los Estados Unidos, 1964).
«Till There Was You» fue un éxito menor en el Reino Unido por Peggy Lee en marzo de 1961. Paul McCartney conocía esa música debido a su prima mayor, Bett Robbins, quien a veces cuidaba de los dos hermanos McCartney. «Till There Was You» fue parte del repertorio de The Beatles en 1962 cuando cantaban en el Star Club de Hamburgo. Se convirtió en una demostración de la versatilidad que podían tener The Beatles, demostrando que podían apelar a todas las secciones de una audiencia, moviéndose fácilmente desde las baladas hasta el rock and roll, como en su concierto de 1963 en el Royal Variety Performance, cuando siguieron a esta canción con «Twist and Shout». 
The Beatles habían cantado «Till There Was You» como parte de su fallida audición para Decca Records en Londres el 1 de enero de 1962, y fue la segunda canción de las cinco que cantaron durante su primera aparición en The Ed Sullivan Show el 9 de febrero de 1964.
Versiones en vivo de la canción fueron publicadas en los álbumes Live at the BBC (1994) y Anthology 1 (1995). Esta última versión fue grabada cuando The Beatles tocaron en el Royal Variety en noviembre de 1963.

### Personal
El personal utilizado en la grabación de la canción fue el siguiente:
The Beatles
- Paul McCartney – voz, bajo (Höfner 500/1 61´).
- John Lennon – guitarra acústica (Gibson J-160e)
- George Harrison – guitarra clásica (José Ramírez III)
- Ringo Starr – bongós, hi hat

Equipo de producción
- George Martin – producción
- Norman Smith – ingeniería de sonido